# Birgitta Bengtsson
Birgitta Kristina Bengtsson (Mölnlycke, 16 maggio 1965) è una velista svedese, vincitrice della medaglia d'argento nella classe 470 a Seul 1988 insieme a Marit Söderström.
Nello stesso anno, sempre con Söderström, si è laureata campionessa del mondo della specialità a Haifa ed è arrivata seconda ai campionati europei di Saint-Pierre-Quiberon.
É la sorella di Boel Bengtsson, anche lei velista olimpica a Atlanta 1996.

## Palmarès
- Giochi olimpici

Seul 1988: argento nella classe 470.
- Campionati mondiali di 470

Haifa 1988: oro nel 470.
- Campionati europei di 470

Saint-Pierre-Quiberon 1988: argento nel 470.